# Il racconto intorno a Malibeo

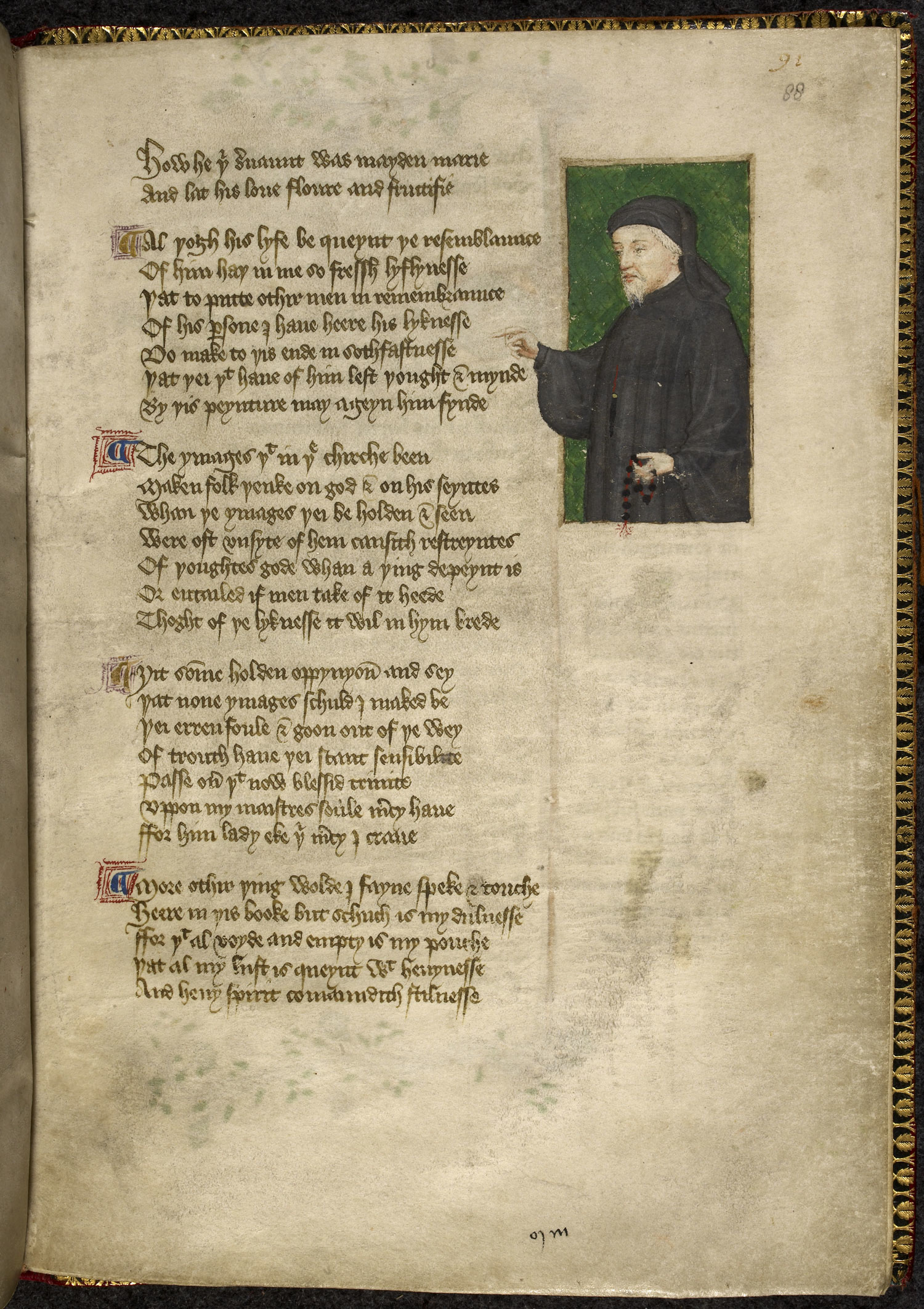
Lo stesso Geoffrey Chaucer si fa personaggio e narratore interno della propria opera per Il racconto intorno a Malibeo

Il racconto interno a Malibeo (The Tale of Melibee) è la diciottesima novella scritta da Geoffrey Chaucer nei Racconti di Canterbury. Insieme al racconto intorno a sir Thopas, Il racconto intorno a Malibeo è una delle due novelle che all'interno della raccolta vengono narrate dallo stesso Chaucer, che si fa personaggio della propria opera.

## Trama

### Prologo
Dopo essere stato interrotto dall'oste, Chaucer pensa a un'altra storia da raccontare per intrattenere i pellegrini e vincere la competizione di novellistica. Per vendicarsi dell'interruzione, Chaucer racconta in maniere semplice ma prolissa la storia di Malibeo, secondo alcuni critici con il chiaro intento di annoiare il suo pubblico all'interno e all'esterno dei Racconti di Canterbury.

### Storia
Approfittando dell'assenza di Malibeo, tre suoi nemici irrompono in casa sua, picchiano la moglie, Dama Prudenza, e attaccano la figlia con tale foga da lasciarla come morte. Al suo ritorno, Malibeo discute a lungo con la moglie su quale sia la giusta reazione ai soprusi subiti e quale sia il modo migliore per vendicarsi. La moglie, come il nome suggerisce, consiglia prudenza e lo incoraggia a non farsi governare dalle passioni.

### Epilogo
A differenza del racconto precedente, l'oste sembra apprezzare enormemente la novella ed esprime solo il rammarico che la moglie non fosse lì ad ascoltare la storia, dato che la sua consorte avrebbe molto da imparare da Dama Prudenza.

## Fonti
La novella è una traduzione in inglese del racconto di Renaud de Louens Livre de Melibée et de Dame Prudence, che a sua volta è una libera traduzione dal Liber consolationis et consilii di Albertano da Brescia.